# 창 관리자

창 관리자(Window Manager)는 그래픽 사용자 인터페이스 환경에서 데스크톱 상의 각 윈도를 관리할 목적으로 만들어진 소프트웨어를 가리킨다.
마이크로소프트 윈도우나 맥OS 등은 운영 체제의 일부로서 만들어져 있는 반면, X 윈도 시스템에서는 얼마든지 제3자가 만든 창 관리자를 사용할 수 있다. X 윈도용으로 잘 알려진 창 관리자로는 TWM, 플럭스박스 등이 있다.